# Piotr Lésgaft
Piotr Fràntsevitx Lésgaft rus: Пётр Фра́нцевич Ле́сгафт Sant Petersburg llavors Imperi Rus, 21 de setembre de 1837 - 28 de novembre de 1909 El Caire, Egipte) fou un biòleg, anatomista, antropòleg, metge i professor rus, fundador de l'educació física moderna a Rússia.
Fill d'un joier d'origen alemany, Lésgaft va començar els seus estudis de medicina a l'Acadèmia Mèdica Imperial de Sant Petersburg. Després de graduar-se en 1861, va començar a assistir a la facultat d'anatomia i a ensenyar al cap de poc temps. En 1869, va ser convidat a ensenyar a la Universitat de Kazan, però aviat se li va prohibir ensenyar per la seva oberta crítica dels mètodes no científics utilitzats. Tres anys més tard, es va convertir en consultor de gimnàstica terapèutica en la consulta privada del Dr. Berglindt i es va fer conegut per publicar històries sobre la gimnàstica naturalista. Com a resultat, fou encarregat d'entrenar físicament cadets militars. L'any 1875, promogut pel Ministeri Militar de Rússia, va viatjar a tretze països europeus, i estudià principalment el sistema britànic d'educació física a les escoles i universitats públiques, com ara la d'Oxford.
En 1877, després de tornar a Rússia, va publicar dos llibres: Relacions de l'anatomia per a l'educació física i L'objectiu principal de l'educació física a les escoles. També va organitzar cursos d'educació física a les escoles militars, fins aquell moments inexistents. En 1893, va obrir un laboratori biològic que més tard, el 1918, es va transformar en l'Institut Lésgaft de Ciències Naturals. El 1901, per les seves implicacions amb el sistema rus, a Lesgaft li fou prohibit ensenyar o viure en qualsevol ciutat imperial o provincial per un període de dos anys. Al final de la seva condemna, va tornar a la capital per continuar els seus estudis, però, la majoria dels seus estudiants eren membres actius del Diumenge Sagnant i dels rumors revolucionaris de 1905-1907. Per tant, va acabar els seus viatges el 1907. A causa de la seva mala salut, es va traslladar al Caire, Egipte, on va morir el 1909, amb 78 anys, a causa d'una urèmia.